# Lista de episódios de A Irmã do Meio

Logótipo da série.

Logótipo do episódio especial Stuck in the Waterpark – The Movie.

Stuck in the Middle é uma sitcom câmera única do Disney Channel, de gênero comédia criada por Alison Brown, escrita e produzida por Linda Videtti Figueiredo.
É protagonizada por Jenna Ortega, Ronni Hawk, Isaak Presley, Ariana Greenblatt, Kayla Maisonet, Nicolas Bechtel, Malachi Barton, Cerina Vincent e Joe Nieves.
A série conta a história de uma família de 7 irmãos, em que Harley (Jenna Ortega) é a irmã do meio. A cada episódio, Harley conta como é ser a irmã do meio numa família tão grande como a sua.
Estreou a 14 de fevereiro de 2016 nos EUA, em  Portugal a 10 de junho de 2016, e no Brasil a 6 de agosto de 2016.
A segunda temporada estreou a 3 de fevereiro de 2017 nos EUA, em Portugal a 15 de maio de 2017, e no Brasil a 13 de maio de 2017.
A terceira temporada estreou a 8 de dezembro de 2017 nos EUA, em Portugal a 22 de dezembro de 2017 e no Brasil a 1 de abril de 2018.

## Episódios
| Temporada | Temporada | Episódios | Exibição original       | Exibição original     | Exibição em Portugal   | Exibição em Portugal   | Exibição no Brasil   | Exibição no Brasil      |
| Temporada | Temporada | Episódios | Estreia de temporada    | Final de temporada    | Estreia de temporada   | Final de temporada     | Estreia de temporada | Final de temporada      |
| --------- | --------- | --------- | ----------------------- | --------------------- | ---------------------- | ---------------------- | -------------------- | ----------------------- |
|           | 1         | 17        | 14 de fevereiro de 2016 | 22 de julho de 2016   | 10 de junho de 2016    | 24 de janeiro de 2017  | 6 de agosto de 2016  | 19 de março de 2017     |
|           | 2         | 21        | 3 de fevereiro de 2017  | 27 de outubro de 2017 | 15 de maio de 2017     | 13 de março de 2018    | 13 de maio de 2017   | 21 de janeiro de 2018   |
|           | 3         | 21        | 8 de dezembro de 2017   | 23 de julho de 2018   | 22 de dezembro de 2017 | 22 de novembro de 2018 | 1 de abril de 2018   | 23 de fevereiro de 2019 |

### 1ª Temporada (2016)
- Jenna Ortega e Ronni Hawk estão presentes em todos os episódios.
- Ronni Hawk interpreta Rachel Diaz, mais conhecida como a personagem que ama mandar mensagens de texto.
- Jenna Ortega interpreta a personagem principal, Harley Diaz, uma inventora que cria objetos afim de ajudar o dia a dia de sua grande família.
- Ariana Greenblatt, Kayla Maisonet, Nicolas Bechtel, Malachi Barton, Cerina Vincent, e Joe Nieves estão ausentes por três episódios.

| # | #  | Titulo | Dirigido por  | Escrito por                             | Estreias                                                         | Código de produção | Audiência (em milhões) |
| --- | -- | --- | ------------- | --------------------------------------- | ---------------------------------------------------------------- | ------------------ | ---------------------- |
| 1 | 1  | "A Irmã do Meio (PT/BR)" "Stuck in the Middle"                                                                   | Jon Rosenbaum | Alison Brown e Linda Videtti Figueiredo | 14 de fevereiro de 2016 10 de junho de 2016 6 de agosto de 2016  | 101                | 2.81                   |
| A jovem inventora Harley Diaz tem o desafio de tirar nove pessoas de casa para chegar a tempo a um invento importante!                                                                  |    | |               |                                         |                                                                  |                    |                        |
| 2 | 2  | "No Meio do Lugar à Janela (PT) Presa no Assento Delicioso (BR)" "Stuck in the Sweet Seat"                       | Jon Rosenbaum | Erika Kaestle e Patrick McCarthy        | 11 de março de 2016 10 de junho de 2016 7 de agosto de 2016      | 102                | 1.64                   |
| Quando os pais se esquecem do aniversário da Harley, ela arranja um plano para usar a culpa que vão sentir para conseguir o melhor presente de aniversário de sempre.                   |    | |               |                                         |                                                                  |                    |                        |
| 3 | 3  | "Um Hóspede no Meio do Sofá (PT) Presa com um Cara Dormindo no Sofá (BR)" "Stuck with a Guy on the Couch"        | David Kendall | Denise Moss                             | 18 de março de 2016 17 de junho de 2016 13 de agosto de 2016     | 104                | 1.67                   |
| Para substituir o tablet avariado da família, a Harley decide alugar o sofá da sala a um aluno de intercâmbio para juntar dinheiro.                                                     |    | |               |                                         |                                                                  |                    |                        |
| 4 | 4  | "No Meio do Cinema (PT/BR)" "Stuck at the Movies"                                                                | Jon Rosenbaum | David McHugh e Matt Flanagan            | 25 de março de 2016 8 de julho de 2016 21 de agosto de 2016      | 103                | 1.73                   |
| O atraso no projeto de ciências da Harley leva a que a internet seja cortada, obrigando a família a ir ao cinema.                                                                       |    | |               |                                         |                                                                  |                    |                        |
| 5 | 5  | "No Meio da Festa do Bairro (PT) Presa da Festa do Quarteirão (BR)" "Stuck at the Block Party"                   | David Kendall | Allan Rice                              | 1 de abril de 2016 15 de julho de 2016 27 de agosto de 2016      | 105                | 1.59                   |
| A Harley tenta convencer a família a deixá-la preparar a atividade principal da Festa do Bairro, mas a sua criatividade é constantemente abalada por eles.                              |    | |               |                                         |                                                                  |                    |                        |
| 6 | 6  | "No Meio do Granizador (PT) Presa no Raspadinhador(BR)" "Stuck in the Slushinator"                               | Jon Rosenbaum | Lance Whinery                           | 8 de abril de 2016 22 de julho de 2016 28 de agosto de 2016      | 106                | 1.64                   |
| A Harley quer convencer o pai que consegue trabalhar na sua loja, na marina, e usa as suas habilidades de inventora para o provar!                                                      |    | |               |                                         |                                                                  |                    |                        |
| 7 | 7  | "No Meio do Presente do Dia da Mãe (PT) Presa no Presente do Dia das Mães (BR)" "Stuck in the Mother's Day Gift" | Jon Rosenbaum | Linda Videtti Figueiredo                | 29 de abril de 2016 29 de julho de 2016 3 de setembro de 2016    | 107                | 1.53                   |
| Em vez de partilhar o mérito com os irmãos, como sempre fez, a Harley decide fazer sozinha o presente para o Dia da Mãe.                                                                |    | |               |                                         |                                                                  |                    |                        |
| 8 | 8  | "No Meio do Cometa da Harley (PT) Presa no Cometa Harley (BR)" "Stuck in the Harley's Comet"                     | Paul Hoen     | Denise Moss                             | 13 de maio de 2016 9 de janeiro de 2017 4 de setembro de 2016    | 108                | 1.34                   |
| Sem a sua família a atrapalhar, a Harley decide dar uma festa do pijama para ver com as suas amigas, do telhado, o cometa que vai passar.                                               |    | |               |                                         |                                                                  |                    |                        |
| 9 | 9  | "No Meio da Nova Amiga da Mãe (PT) Presa com a Nova Amiga da Mamãe (BR)" "Stuck with Mom's New Friend"           | Jon Rosenbaum | Linda Videtti Figueiredo                | 20 de maio de 2016 10 de janeiro de 2017 17 de setembro de 2016  | 110                | 1.41                   |
| Quando o pai de Harley vai de viagem, a mãe torna-se extremamente intrometida. A Harley fica determinada em encontrar uma nova amiga para a mãe para se livrar dela.                    |    | |               |                                         |                                                                  |                    |                        |
| 10 | 10 | "No Meio da Irmã e do Namorado (PT) Presa com o Namorado da Minha Irmã (BR)" "Stuck with My Sister's Boyfriend"  | Jon Rosenbaum | David McHugh e Matt Flanagan            | 3 de junho de 2016 11 de janeiro de 2017 2 de novembro de 2016   | 111                | 1.55                   |
| Quando o namorado da Rachel, Cuff, decide permanecer na casa dos Diaz, a Harley tenta encontrar uma forma de o expulsar.                                                                |    | |               |                                         |                                                                  |                    |                        |
| 11 | 11 | "No Meio da Vitória (PT) Presa com uma Vencedora (BR)" "Stuck with a Winner"                                     | Linda Mendoza | Jess Pineda                             | 10 de junho de 2016 12 de janeiro de 2017 2 de novembro de 2016  | 112                | 1.32                   |
| Com a época de basquetebol terminada, a Harley ajuda a Georgie a garantir um lugar na equipa de golfe. Entretanto, a mãe desafia os filhos a cozinhar quando eles se queixam da comida. |    | |               |                                         |                                                                  |                    |                        |
| 12 | 12 | "No Meio das Regras (PT) Presa Sem Regras (BR)" "Stuck with No Rules"                                            | Paul Hoen     | Erika Kaestle e Patrick McCarthy        | 17 de junho de 2016 16 de janeiro de 2017 15 de novembro de 2016 | 109                | 1.30                   |
| Quando os pais vão de fim de semana de férias, Harley e os irmãos ficam sozinhos em casa.                                                                                               |    | |               |                                         |                                                                  |                    |                        |
| 13 | 13 | "No Meio do CarroHarley (PT) Presa no Harley-Carro (BR)" "Stuck in the Harley Car"                               | Jon Rosenbaum | Allan Rice                              | 18 de julho de 2016 17 de janeiro de 2017 15 de novembro de 2016 | 114                | 1.43                   |
| A última invenção de Harley é o CarroHarley, um triciclo para transportar crianças pela cidade. Mas quando Ethan se torna num empresário, Harley é forçada a dividir o veículo com ele. |    | |               |                                         |                                                                  |                    |                        |
| 14 | 14 | "No Meio da Solitária (PT) Presa na Reclusão (BR)" "Stuck in Lockdown"                                           | Linda Mendoza | Julia Ahumada Grob e Bryan Larrivee     | 19 de julho de 2016 18 de janeiro de 2017 15 de novembro de 2016 | 113                | 1.38                   |
| A Harley e o Ethan querem provar que a Daphne não é tão inocente como se faz passar. |    | |               |                                         |                                                                  |                    |                        |
| 15 | 15 | "No Meio de Boleias (PT) Presa Sem um Passeio (BR)" "Stuck Without a Ride"                                       | Jon Rosenbaum | Lance Whinery                           | 20 de julho de 2016 19 de janeiro de 2017 11 de março de 2017    | 115                | 1.29                   |
| Harley tem de ir até Boston para um concurso de inventores, mas com o pai fora e a mãe ocupada com o resto dos irmãos, só lhe resta Rachel.                                             |    | |               |                                         |                                                                  |                    |                        |
| 16 | 16 | "No Meio da Quinceañera (PT) Presa na Quinceañera (BR)" "Stuck in the Quinceañera"                               | Erika Kaestle | Erika Kaestle e Patrick McCarthy        | 21 de julho de 2016 23 de janeiro de 2017 14 de março de 2017    | 116                | 1.49                   |
| A família inteira decide organizar a festa dos quinze anos de Georgie em cima da hora, enquanto Lewie e Beast seguem um furacão que vem a caminho.                                      |    | |               |                                         |                                                                  |                    |                        |
| 17 | 17 | "No Meio dos Diaz das Nossas Vidas (PT) Presa na Vida dos Diaz (BR)" "Stuck in the Diaz of Our Lives"            | Erika Kaestle | Linda Videtti Figueiredo                | 22 de julho de 2016 24 de janeiro de 2017 19 de março de 2017    | 117                | 2.06                   |
| A família Diaz tem a oportunidade única de ter o seu próprio reality show! |    | |               |                                         |                                                                  |                    |                        |

### 2ª Temporada (2017)
- A série foi renovada para uma segunda temporada a 15 de junho de 2016.
- Jenna Ortega, Ronni Hawk e Isaak Presley estão presentes em todos os episódios.
- Ariana Greenblatt, Nicolas Bechtel, Malachi Barton, Joe Nieves e Kayla Maisonet estão ausentes em um episódio.
- Cerina Vincent está ausente em dois episódios.

| # | #  | Titulo | Dirigido por        | Escrito por                       | Estreias                                                         | Código de produção | Audiência (em milhões) |
| --- | -- | --- | ------------------- | --------------------------------- | ---------------------------------------------------------------- | ------------------ | ---------------------- |
| 1819 | 12 | "A Irmã do Meio: Encharcados! – O Filme (PT) A Irmã do Meio – O Filme (BR)" "Stuck in the Waterpark – The Movie"                        | David Kendall       | Linda Videtti Figueiredo          | 3 de fevereiro de 2017 10 de junho de 2017 13 de maio de 2017    | 201202             | 2.13                   |
| Nesta nova aventura, a família Diaz salta, desliza e mergulha numas férias em família quando, com uma invenção vencedora de Harley, ganham uma viagem a um parque aquático. |    | |                     |                                   |                                                                  |                    |                        |
| 20 | 3  | "No Meio de um Anúncio (PT) Presa No Meio de um Comercial (BR)" "Stuck in the Commercial"                                               | Joe Menendez        | Erika Kaestle e Patrick McCarthy  | 10 de fevereiro de 2017 15 de maio de 2017 4 de junho de 2017    | 203                | 1.09                   |
| Harley e Ethan juntam esforços para fazer um anúncio de televisão para a loja do seu pai.                                                                                   |    | |                     |                                   |                                                                  |                    |                        |
| 21 | 4  | "No Meio da Fotografia Escolar (PT) Presa no Meio da Foto Escolar (BR)" "Stuck in a School Photo"                                       | Mike Mariano        | David McHugh e Matt Flanagan      | 17 de fevereiro de 2017 16 de maio de 2017 10 de junho de 2017   | 204                | 1.37                   |
| No dia da fotografia escolar, à boa maneira Diaz, as coisas dão para o torto para Rachel, Georgie, Ethan e Harley.                                                          |    | |                     |                                   |                                                                  |                    |                        |
| 22 | 5  | "No Meio de uma Luta de Granizados (PT) Presa No Meio de uma Guerra de Raspadinhas (BR)" "Stuck in a Slushy War"                        | David Kendall       | Denise Moss                       | 24 de fevereiro de 2017 17 de maio de 2017 11 de junho de 2017   | 205                | 0.99                   |
| O bar de granizados da Harley tem concorrência nova que não tem medo de jogar sujo!                                                                                         |    | |                     |                                   |                                                                  |                    |                        |
| 23 | 6  | "No Meio da Venda de Garagem (PT) Presa na Venda de Garagem (BR)" "Stuck in the Garage Sale"                                            | Eric Dean Seaton    | Allan Rice                        | 3 de março de 2017 18 de setembro de 2017 17 de junho de 2017    | 207                | 0.97                   |
| Na esperança de conseguirem dinheiro suficiente para comprar uma piscina, os miúdos organizam uma venda de garagem.                                                         |    | |                     |                                   |                                                                  |                    |                        |
| 24 | 7  | "No Meio da Páscoa dos Diaz (PT) Presa no Meio da Páscoa dos Diaz (BR)" "Stuck in the Diaz Easter"                                      | Joe Menendez        | Lance Whinery                     | 7 de abril de 2017 18 de maio de 2017 18 de junho de 2017        | 206                | 1.10                   |
| Os irmãos Diaz juntam-se para organizar uma Páscoa à maneira tradicional Diaz para a Daphne.                                                                                |    | |                     |                                   |                                                                  |                    |                        |
| 25 | 8  | "No Meio da Festa do Beast (PT) Presa na Festa de Aniversário do Beast (BR)" "Stuck in the Beast-day Party"                             | Mike Mariano        | Erika Kaestle e Patrick McCarthy  | 14 de abril de 2017 19 de setembro de 2017 24 de junho de 2017   | 208                | 0.97                   |
| Após descobrirem uma verdade chocante sobre o aniversário de Beast, a Harley organiza-lhe uma festa de anos épica que provoca uma zanga entre os gémeos.                    |    | |                     |                                   |                                                                  |                    |                        |
| 26 | 9  | "No Meio de um Dia Sem Dispositivos (PT) Presa No Meio dos Diaz Sem Aparelhos (BR)" "Stuck without Devices"                             | David Kendall       | David McHugh e Matt Flanagan      | 21 de abril de 2017 20 de setembro de 2017 25 de junho de 2017   | 210                | 1.00                   |
| As crianças devem entreter-se um fim de semana inteiro sem usar aparelhos eletrónicos.                                                                                      |    | |                     |                                   |                                                                  |                    |                        |
| 27 | 10 | "No Meio de um Génio (PT) Presa Com um Gênio (BR)" "Stuck with a Boy Genius"                                                            | Victor Nelli        | Denise Moss                       | 28 de abril de 2017 21 de setembro de 2017 2 de setembro de 2017 | 211                | 1.17                   |
| Harley, Rachel, Georgie e Ethan vão ao baile da escola, enquanto que Lewie e Beast acampam no quintal de casa.                                                              |    | |                     |                                   |                                                                  |                    |                        |
| 28 | 11 | "No Meio de Más Influências (PT) Presa Com uma Má Influência (BR)" "Stuck with a Bad Influence"                                         | Allan Rice          | Jon Rosenbaum                     | 2 de junho de 2017 15 de janeiro de 2018 9 de setembro de 2017   | 212                | 1.31                   |
| Harley tenta evitar que Ellie vá para um colégio interno. |    | |                     |                                   |                                                                  |                    |                        |
| 29 | 12 | "No Meio de Uma Boa Ação (PT) Presa no Meio de uma Boa Ação (BR)" "Stuck in a Good Deed"                                                | Melissa Kosar       | Denise Moss                       | 9 de junho de 2017 16 de janeiro de 2018 16 de setembro de 2017  | 216                | 1.04                   |
| Harley e Suzy fazem voluntariado num lar de idosos. |    | |                     |                                   |                                                                  |                    |                        |
| 30 | 13 | "No Meio da Dança com o Meu Pai (PT) Presa em Dançando Com meu Pai (BR)" "Stuck Dancing with My Dad"                                    | Carlos Gonzalez     | Erika Kaestle e Patrick McCarthy  | 16 de junho de 2017 17 de janeiro de 2018 23 de setembro de 2017 | 215                | 1.00                   |
| Harley quer mostrar uma invenção para um investidor rico. Para isso, ela vai ter de convencer Tom e Daphne a se inscreverem em um concurso de TV.                           |    | |                     |                                   |                                                                  |                    |                        |
| 31 | 14 | "No Meio de uma Medalhista Olímpica (PT) Presa no Meio da Apresentação da Medalha de Ouro (BR)" "Stuck in the a Gold Medal Performance" | David Kendall       | Lance Whinery                     | 23 de junho de 2017 18 de janeiro de 2018 38 de setembro de 2017 | 209                | 1.33                   |
| A família Diaz recebe a medalha de ouro olímpica, Laurie Hernandez, para um jantar que fica fora de controlo.                                                               |    | |                     |                                   |                                                                  |                    |                        |
| 32 | 15 | "No Meio do Novo Quarto (PT) Presa em um Novo Quarto (BR)" "Stuck in a New Room"                                                        | David Kendall       | Linda Videtti Figueiredo          | 15 de setembro de 2017 5 de março de 2018 8 de janeiro de 2018   | 220                | 1.34                   |
| Quando os pais deixam as crianças para decidir quem vai se mudar para o novo quarto no sótão, as crianças competem em um "Decatlo Diaz".                                    |    | |                     |                                   |                                                                  |                    |                        |
| 33 | 16 | "No Meio de uma Casa Perigosa (PT) Presa com uma Casa Perigosa (BR)" "Stuck with a Dangerous House"                                     | David Kendall       | Linda Videtti Figueiredo          | 22 de setembro de 2017 6 de março de 2018 6 de janeiro de 2018   | 214                | 1.08                   |
| As meninas têm de partilhar o seu quarto com Daphne depois que sua casinha foi jogado fora.                                                                                 |    | |                     |                                   |                                                                  |                    |                        |
| 34 | 17 | "No Meio de um Novo Amigo (PT) Presa com uma Nova Amiga (BR)" "Stuck with a New Friend"                                                 | Erika Kaestle       | Erika Kaestle & Patrick McCarthy  | 29 de setembro de 2017 7 de março de 2018 13 de janeiro de 2018  | 219                | 1.13                   |
| Harley não quer dividir Shopie com ninguém, mas a relação das duas fica complicada quando a amiga tem um crush por Etan.                                                    |    | |                     |                                   |                                                                  |                    |                        |
| 35 | 18 | "No Meio de um Susto Feliz (PT) Presa em um Feliz Susto (BR)" "Stuck in a Merry Scary"                                                  | David Kendall       | Linda Videtti Figueiredo          | 6 de outubro de 2017 29 de outubro de 2017 29 de outubro de 2017 | 221                | 1.18                   |
| É Halloween, e Harley está determinada a assustar Rachel, a única pessoa em toda a família Diaz que nunca levou um susto.                                                   |    | |                     |                                   |                                                                  |                    |                        |
| 36 | 19 | "No Meio do Anzol, Linha e Chumbo (PT) Presa com Linha, Isca e Anzol (BR)" "Stuck with a Hook, Line and Sinker"                         | Julian Petrillo     | Jessica Charles & Miguel Ian Raya | 13 de outubro de 2017 7 de março de 2018 26 de janeiro de 2018   | 217                | 1.10                   |
| Percebendo a chance de ganhar uma grana para as férias de família. Harley aluga a casa dos Díaz para um pescador famoso, mas difícil de agradar.                            |    | |                     |                                   |                                                                  |                    |                        |
| 37 | 20 | "No Meio do Pesadelo de uma Ama (PT) Presa no Pesadelo da Babá (BR)" "Stuck in the Babysitting Nightmare"                               | David Kendall       | David McHugh & Matt Flanagan      | 20 de outubro de 2017 12 de março de 2018 27 de janeiro de 2018  | 218                | 1.27                   |
| Harley tenta provar suas habilidades de babá cuidando do Beast, Louie e Daphne por conta própria.                                                                           |    | |                     |                                   |                                                                  |                    |                        |
| 38 | 21 | "No Meio dos Prémios Diaz (PT) Presa no Prêmio dos Diaz (BR)" "Stuck in the Diaz Awards"                                                | Leslie Kolins Small | Bryan Larrivee                    | 27 de outubro de 2017 13 de março de 2018 3 de fevereiro de 2018 | 213                | 1.31                   |
| É a noite do Show Anual Da Família, comemorando os melhores, piores, mais engraçados, e momentos dos Diaz do ano passado.                                                   |    | |                     |                                   |                                                                  |                    |                        |

### 3ª Temporada (2017-18)
- A 31 de agosto de 2017, a série foi renovada para uma terceira temporada.[38][39]
- As gravações da terceira temporada, começaram a 11 de setembro de 2017 e terminaram a 23 de março de 2018.

| # | ## | Titulo | Dirigido por        | Escrito por                      | Estreias                                                           | Código de produção | Audiência (em milhões) |
| --- | -- | --- | ------------------- | -------------------------------- | ------------------------------------------------------------------ | ------------------ | ---------------------- |
| 3940 | 12 | "No Meio do Natal - O Filme (PT) Presa nas Festas (BR)" "Stuck at Christmas - The Movie"                           | David Kendall       | Linda Videtti Figueiredo         | 8 de dezembro de 2017 22 de dezembro de 2017 1 de abril de 2018    | 301302             | 1.36                   |
| Harley reúne os seus irmãos e pais para fazerem uma viagem à Flórida para celebrar o Natal com a sua abuela, mas à boa maneira dos Diaz, as coisas correm mal, com um voo desviado, uma parada num poço involuntária e um autocarro de turismo danificado. Os Diaz encontram-se encalhados numa cidade pequena sem telefones, cartões de crédito e dinheiro. |    | |                     |                                  |                                                                    |                    |                        |
| 41 | 3  | "No Meio de Um Segredo da Rachel (PT) Presa no Segredo da Rachel (BR)" "Stuck with Rachel's Secret"                | Jon Rosenbaum       | Erika Kaestle e Patrick McCarthy | 19 de janeiro de 2018 17 de setembro de 2018 6 de abril de 2018    | 303                | 1.16                   |
| Harley e Georgie descobrem que Rachel pode ir mais cedo para a faculdade do que esperavam. |    | |                     |                                  |                                                                    |                    |                        |
| 42 | 4  | "No Meio de Um Diaz a Menos (PT) Presa com um Diaz Desanimado (BR)" "Stuck with a Diaz Down"                       | Mike Mariano        | David McHugh e Matt Flanagan     | 26 de janeiro de 2017 18 de setembro de 2018 5 de abril de 2018    | 304                | 1.07                   |
| Georgie tem dificuldades em fazer de irmã mais velha. |    | |                     |                                  |                                                                    |                    |                        |
| 43 | 5  | "No Meio de Um Acampamento Caótico (PT) Presa no Caos do Acampamento (BR)" "Stuck in Camp Chaos"                   | Eric Dean Seaton    | Lance Whinery                    | 2 de fevereiro de 2018 19 de setembro de 2018 3 de abril de 2018   | 305                | 1.07                   |
| Harley e Ellie organizam um acampamento nas férias de inverno para as crianças do bairro. |    | |                     |                                  |                                                                    |                    |                        |
| 44 | 6  | "No Meio da Bethany da Harley (PT) Presa com a Bethany da Harley (BR)" "Stuck with Harley's Bethany"               | David Kendall       | Allan Rice                       | 9 de fevereiro de 2018 20 de setembro de 2018 4 de abril de 2018   | 306                | 1.01                   |
| Harley e Suzy tentam uma nova estratégia para conviverem com os vizinhos complicados. |    | |                     |                                  |                                                                    |                    |                        |
| 45 | 7  | "No Meio de Uma Boa Relação (PT) Presa com um Bom Relacionamento (BR)" "Stuck in a Nice Relationship"              | Carlos González     | David Baldy                      | 9 de março de 2018 1 de outubro de 2018 28 de maio de 2018         | 307                | 1.02                   |
| Georgie pede ajuda a Harley para acabar com Wyatt. |    | |                     |                                  |                                                                    |                    |                        |
| 46 | 8  | "No Meio de Péssimos Ajudantes (PT) Presa com Ajudantes Horríveis (BR)" "Stuck with Horrible Helpers"              | David Kendall       | Erika Kaestle e Patrick McCarthy | 16 de março de 2018 2 de outubro de 2018 29 de maio de 2018        | 308                | 0.99                   |
| A última invenção de Harley causa uma confusão na sala de aula. |    | |                     |                                  |                                                                    |                    |                        |
| 47 | 9  | "No Meio de um Assalto Misterioso (PT) Presa em um Roubo Misterioso (BR)" "Stuck in a Mysterious Robbery"          | Leslie Kolins Small | David McHugh e Matt Flanagan     | 23 de março de 2018 3 de outubro de 2018 30 de maio de 2018        | 309                | 1.13                   |
| A Iscos e Comida é assaltaxa e os filhos Diaz tentam apanhar os culpados. |    | |                     |                                  |                                                                    |                    |                        |
| 48 | 10 | "No Meio de uma Discussão de Melhores Amigos (PT) Presa em uma Guerra de Besties (BR)" "Stuck in a Besties Battle" | Jon Rosenbaum       | Lance Whinery                    | 30 de março de 2018 4 de outubro de 2018 31 de maio de 2018        | 310                | 1.06                   |
| A abuela veio tomar conta dos Diaz no fim de semana e os miúdos querem que, desta vez, não haja acidentes. Isto é, até a Harley descobrir que o Ethan contou a alguém o seu maior segredo. |    | |                     |                                  |                                                                    |                    |                        |
| 49 | 11 | "No Meio das Férias da Páscoa (PT) Presa no Spring Break (BR)" "Stuck in Spring Break"                             | Jon Rosenbaum       | David Baldy                      | 6 de abril de 2018 15 de outubro de 2018 1 de junho de 2018        | 316                | 1.22                   |
| Os Diaz têm de entregar um iate de luxo. A diversão é total, até atracarem no porto ao lado da terrível família dos Pillman. |    | |                     |                                  |                                                                    |                    |                        |
| 50 | 12 | "No Meio de Uma Equipa Nova (PT) Presa com um Novo Esquadrão (BR)" "Stuck with a New Squad"                        | Mike Mariano        | Allan Rice                       | 13 de abril de 2018 16 de outubro de 2018 2 de junho de 2018       | 311                | 0.88                   |
| A Georgie não fica na equipa de basquetebol deste ano e a Harley ajuda-a a encontrar uma nova paixão. |    | |                     |                                  |                                                                    |                    |                        |
| 51 | 13 | "No Meio de Um Não Diaz (PT) Presa com um Não-Diaz (BR)" "Stuck with a Non-Diaz"                                   | David Kendall       | Erica Kaestle e Patrick McCarthy | 26 de junho de 2018 17 de outubro de 2018 1 de setembro de 2018    | 312                | 0.78                   |
| A família prepara-se para a estreia do último filme do Ethan, mas têm o Aiden, o vizinho chato, a passar o fim de semana lá em casa. |    | |                     |                                  |                                                                    |                    |                        |
| 52 | 14 | "No Meio do Escuro (PT) Presa no Meio do Escuro (BR)" "Stuck in the Dark"                                          | Jon Rosenbaum       | David McHugh e Matthew Flanaghan | 28 de junho de 2018 18 de outubro de 2018 8 de setembro de 2018    | 313                | 0.78                   |
| A Harley oferece-se para vigiar a primeira festa do pijama da Daphne e descobre algo sobre ela que nunca tinha imaginado. |    | |                     |                                  |                                                                    |                    |                        |
| 53 | 15 | "No Meio de Não Ter Escapatória (PT) Presa Sem Escapatória (BR)" "Stuck with No Escape"                            | Mike Mariano        | Jessica Charles                  | 3 de julho de 2018 5 de novembro de 2018 15 de setembro de 2018    | 315                | 0.84                   |
| A Harley repara que ultimamente os Diaz andam afastados. Por isso, usa o Cadeado Grilo para transformar o sótão numa escape room, onde participa como meste do jogo. |    | |                     |                                  |                                                                    |                    |                        |
| 54 | 16 | "No Meio de Sentimentos e de Wrestling (PT) Presa em uma Luta de Sentimentos (BR)" "Stuck Wrestling Feelings"      | Aprill Winney       | Bryan Larrivee                   | 5 de julho de 2018 6 de novembro de 2018 22 de setembro de 2018    | 317                | 0.85                   |
| A Harley percebe que se divertiu imenso com um Aidan surpreendentemente generoso e simpático apesar do dia caótico. A Georgie diz que a Harley gosta de Aidan. |    | |                     |                                  |                                                                    |                    |                        |
| 55 | 17 | "No Meio do Presente Perfeito (PT) Presa sem um Presente Perfeito (BR)" "Stuck Without the Perfect Gift"           | Mike Mariano        | Erika Kaestle e Patric McCarthy  | 10 de julho de 2018 7 de novembro de 2018 29 de setembro de 2018   | 318                | 0.70                   |
| O Aidan dá um presente especial à Harley e ela fica radiante. |    | |                     |                                  |                                                                    |                    |                        |
| 56 | 18 | "No Meio do Tribunal Diaz (PT) Presa na Corte Diaz (BR)" "Stuck in Diaz Cout"                                      | Julian Petrillo     | Linda Videtti Figueiredo         | 12 de julho de 2018 8 de novembro de 2018 2 de fevereiro de 2019   | 319                | 0.77                   |
| O carro da família bateu na garagem e ficou danificado e a Susy e o Tom querem saber quem foi o culpado. O Ethan e a Harley não têm alibis, por isso, têm de comparecer no Tribunal Diaz. |    | |                     |                                  |                                                                    |                    |                        |
| 57 | 19 | "No Meio do Aniversário do Pai (PT) Presa no Aniversário do Papai (BR)" "Stuck in Dad's Birthday"                  | Leslie Kolins Small | David McHugh e Matt Flanagan     | 17 de julho de 2018 20 de novembro de 2018 9 de fevereiro de 2019  | 320                | 0.64                   |
| É o aniversário do Tom e a família quer dar-lhe o melhor presente: um dia relaxante só para ele. A família convence-o a tirar uma folga enquanto eles dividem as tarefas. |    | |                     |                                  |                                                                    |                    |                        |
| 58 | 20 | "No Meio de uma Simulação (PT) Presa em um Falso Fora (BR)" "Stuck in a Fake Out"                                  | Erika Kaestle       | Linda Videtti Figueiredo         | 19 de julho de 2018 21 de novembro de 2018 16 de fevereiro de 2019 | 321                | 0.73                   |
| A Ellie oferece-se para filmar a quinceañera da Harley. O único problema é que ela não tem um historial muito bom atrás da câmara! |    | |                     |                                  |                                                                    |                    |                        |
| 59 | 21 | "No Meio da Quinceañera da Harley (PT) Presa na Quinceãnera da Harley (BR)" "Stuck in Harley's Quinceañera"        | David Kendall       | Linda Videtti Figueiredo         | 23 de julho de 2018 22 de novembro de 2018 23 de fevereiro de 2019 | 314                | 0.92                   |
| É o dia da quinceañera, e Harley conta com a ajuda dos mais novos para terminar o que falta da Lista de Desejança, antes de ser oficialmente adulta! |    | |                     |                                  |                                                                    |                    |                        |

## A Irmã do Meio: Retidos na Loja
| # | Título                                              | Estreia original       | Estreia em Portugal    | Estreia no Brasil |
| --- | --------------------------------------------------- | ---------------------- | ---------------------- | ----------------- |
| 1 | "Operação: Megamercado (PT)" "Operation: Mega Mart" | 16 de dezembro de 2016 | 11 de julho de 2017    | 2018              |
| A família Diaz vai até ao Megamercado! Irá o gerente, Rodney, dar-lhes o terceiro e último aviso?       |                                                     |                        |                        |                   |
| 2 | "Operação: Desconto (PT)" "Operation: Discount"     | 16 de dezembro de 2016 | 11 de julho de 2017    | 2018              |
| Ethan cria uma identidade secreta como Boris, empregado do Megamercado.                                 |                                                     |                        |                        |                   |
| 3 | "Operação: Bolo (PT)" "Operation: Cake"             | 16 de dezembro de 2016 | 6 de agosto de 2017    | 2018              |
| Georgie experimenta a sua jogada nova para ir buscar a alface e Daphne cria uma catástrofe com um bolo. |                                                     |                        |                        |                   |
| 4 | "Operação: Fama (PT)" "Operation: Fame"             | 16 de dezembro de 2016 | 18 de agosto de 2017   | 2018              |
| Rachel usa uma câmara de vídeo do Megamercado para transmitir.                                          |                                                     |                        |                        |                   |
| 5 | "Operação: Fugir (PT)" "Operation: Break Out"       | 16 de dezembro de 2016 | 4 de setembro de 2017  | 2018              |
| Harley e Ethan têm de arranjar um plano para libertarem os seus irmãos da área restrita.                |                                                     |                        |                        |                   |
| 6 | "Operação: Fuga Final (PT)" "Operation: Escape"     | 16 de dezembro de 2016 | 15 de setembro de 2017 | 2018              |
| Harley usa a sua imaginação inventiva para arranjar um plano para sair do Megamercado!                  |                                                     |                        |                        |                   |